# Eres para mí
Eres Para Mí è il terzo singolo estratto dall'album Limón y sal dalla cantautrice messicana Julieta Venegas. Il brano è cantato insieme ad Anita Tijoux.

## Il brano
Pubblicato all'inizio del 2007, il singolo riscuote un grande successo, raggiungendo il primo posto in Messico, Argentina e Colombia, mentre si mantiene ai vertici in paesi come Perù e Cile.
Altro importante risultato è la quinta posizione tra le canzoni latine più trasmesse nelle radio statunitensi.

## Tracce
1. Eres para mi – 3:13

## Il video
Il video è stato registrato in Argentina.
Il video mostra Julieta Venegas che gira per la strada di un paese mentre fa il playback di questa canzone, nel frattempo incontra un ladro, una poliziotta, una cameriera, un venditore di pop corn, un uomo vestito da polpo, una suora, un operaio ed un uomo che fa jogging. In seguito queste persone si uniscono alla cantante ballando al ritmo della canzone, si unisce anche Anita Tijoux, la quale, anche lei fa il playback della canzone.

## Classifiche
| Classifica (2007)            | Posizione massima |
| ---------------------------- | ----------------- |
| Argentina                    | 10                |
| Cile                         | 3                 |
| Messico                      | 1                 |
| Paraguay                     | 10                |
| Stati Uniti Hot Latin Tracks | 5                 |
| Venezuela                    | 7                 |